# Rhytidium
Rhytidium là một chi rêu trong họ Hylocomiaceae.